# 中磯皇女
中磯皇女（なかしのひめみこ、生没年不詳）は、大草香皇子の妃、のち、安康天皇の皇后。中蒂姫命、長田大娘皇女。『古事記』には長田大郎女とある。父は履中天皇、母は皇后草香幡梭皇女（応神天皇皇女）。

## 生涯
はじめ仁徳天皇皇子である大草香皇子の妃となり眉輪王をもうけた。大草香皇子が根使主の讒言がもとで安康天皇により殺されたのち、安康天皇の妃とされ、安康天皇2年1月17日（455年）皇后となった。日本書紀によれば、安康天皇の寵愛は深かったという。安康天皇3年8月9日（456年）、子の眉輪王は実父大草香皇子が母の夫となった安康天皇に殺されたと知り、中磯皇女の膝枕で寝ていた安康天皇を刺殺した。
『古事記』では、安康天皇の同母姉の長田大郎女（名形大娘皇女）と同名である。

## 中斯知命について
意富富杼王の妻の中斯知命は他に傍証がなく、正体のつかめない人物であるが、写本を見ると知と姫を誤った可能性があり、これを中斯姫命とし「ナカシヒメノミコト」と訓むと、中磯皇女が想起される。中斯姫命がこの中蒂姫命のことであると考えると、この女性にだけは誰の女であるという説明が欠けているのは、編纂の不手際といったことが原因ではなく、むしろはじめからなかったものと考えてよく、つまり『上宮記』の筆録者は、履中天皇の皇女で、大草香皇子の妃となり、さらには安康天皇の皇后となった史上著名なこの女牲に、殊更説明を加える必要を認めなかった、とする説が存在する。

## 系譜
- 父：履中天皇
- 母：草香幡梭皇女 - 応神天皇皇女
- 夫：大草香皇子（? - 454年）
  - 王子：眉輪王（450年 - 456年）
- 夫：安康天皇（401年? - 456年）